# Nicola Di Bari
Nicola di Bari (Zapponeta, Apulija, 29. rujna 1940.) talijanski je pjevač i skladatelj. Pravim imenom Michele Scommegna, bio je osobito popularan 1970-ih, kada je pobijedio dva puta zaredom na Sanremskom festivalu.

## Karijera
Podrijetlom je iz maloga mjesta Zapponeta, u brdima kod grada Foggie (regija Apulija). Njegova obitelj, poput mnogih drugih sa siromašnog juga, seli "trbuhom za kruhom" u Milano. Nicola, koji je srcem i dušom ostao u svojoj Apuliji, nastojao se afirmirati kao pjevač i skladatelj, istovremeno radeći svakakve poslove kako bi preživio (zidar, konobar). U njegovim melankoličnim pjesmama česte teme su problem migracije, velika ljubav prema rodnom kraju, njegovim poljima, bojama i idili seoskog života.
Prvi zapažen nastup Di Bari je imao 1964., kada je sudjelovao na Cantagiru (talijanski festival) s pjesmom "Amore ritorna a casa", požnjevši manji uspjeh. Sljedeće godine nastupio je na Festivalu Sanremo sa skladbom "Amici miei" (u duetu s američkim pjevačem Geneom Pitneyem) te na Cantagiru sa skladbom "Piangerò".
Prekretnica u njegovoj karijeri je 1970. godina i pjesma La prima cosa bella, koju je sam skladao, a za koju je stihove napisao Mogol. Pjesmu je na Sanremskom festivalu izveo sastav Ricchi e Poveri. Premda nije osvojila prvo mjesto (bila je druga), pjesma je osvojila srca Talijana. Već sljedeće godine 1971. pobijedio je na Sanremskom festivalu otpjevavši u alternaciji s pjevačicom Nadom, svoju skladbu Il cuore è uno zingaro. Uspjeh je ponovio 1972. sa skladbom I giorni dell'arcobaleno, s kojom je predstavljao Italiju na Eurosongu 1972. održanom u Edinburghu, gdje je osvojio šesto mjesto, uz dobar prijem publike.
Godine 1971. Nicola Di Bari je bio prvi i na Canzonissimi, s baladom Chitarra suona più piano, a ovaj su hit pjevali i tada vrlo popularni Massimo Ranieri i pjevačica Mina.
Nicola Di Bari je bio neobično popularan i u cijeloj Latinskoj Americi, gdje je izdao puno vlastitih skladbi na španjolskom jeziku.

## Diskografija

### LP ploče
- 1965. - Nicola di Bari - Jolly LPJ 5041
- 1970. - Nicola di Bari (album del 1970) - RCA Italiana PSL 10464
- 1971. - Nicola di Bari (album del 1971) - RCA Italiana PSL 10494
- 1971. - Nicola di Bari canta Luigi Tenco - RCA Italiana PSL 10520
- 1972. - I giorni dell'arcobaleno - RCA Italiana PSL 10533
- 1973. - Paese - RCA Italiana PSL 10571
- 1973. - Un altro Sud - RCA Italiana DPSL 10597
- 1974. - La colomba di carta - RCA Italiana TPL1-1043
- 1975. - Ti fa bella l'amore - RCA Italiana TPL1-1104
- 1977. - Nicola di Bari (album del 1977) - Carosello 25068
- 1981. - Passo dopo passo - Wea T 58327
- 1986. - Innamorarsi

### Singl ploče
- 1963. - Piano...pianino.../Perché te ne vai - Jolly J 20217
- 1964. - Amore ritorna a casa/Senza motivo - Jolly J 20229
- 1964. - Non farmi piangere più/Ti prendo le braccia - Jolly J 20255
- 1965. - Tu non potrai capire/Una cosa di nessuna importanza - Jolly J 20280
- 1965. - Amici miei/Amo te, solo te - Jolly J 20282
- 1965. - Piangerò/Il rimpianto - Jolly J 20294
- 1965. - Un amore vero/Non sai come ti amo - Jolly J 20331
- 1966. - Lei mi aspetta/Ridi con me - Jolly J 20346
- 1968. - Il mondo è grigio, il mondo è blu/Solo ciao - RCA Italiana|RCAPM 3448
- 1969. - Eternamente/La vita e l'amore - RCA Italiana|RCAPM 3488
- 1970. - La prima cosa bella/...e lavorare - RCA Italiana|RCAPM 3510
- 1970. - Vagabondo/La mia donna - RCA Italiana|RCAPM 3531
- 1970. - Una ragazzina come te/Zapponeta - RCA Italiana|RCAPM 3554
- 1971. - Il cuore è uno zingaro/Agnese - RCA Italiana|RCAPM 3575
- 1971. - Anima/Pioverà pioverà - RCA Italiana|RCAPl 1
- 1971. - Un uomo molte cose non le sa/Sogno di primavera - RCA Italiana|RCAPM 3611
- 1971. - Chitarra suona più piano/Lontano, lontano - RCA Italiana|RCAPM 3627
- 1972. - I giorni dell'arcobaleno/Era di primavera - RCA Italiana|RCAPM 3639
- 1972. - Occhi chiari/Un minuto...una vita - RCA Italiana|RCAPM 3673
- 1972. - Paese/Qualche cosa di più - RCA Italiana|RCAPM 3693
- 1974. - Sai che bevo, sai che fumo/Libertà - RCA Italiana|RCATPBO 1121
- 1975. - Beniamino/Tema di Beniamino - RCA Italiana|RCATPBO 1150
- 1976. - La più bella del mondo/Anna perché - Carosello CI 20415
- 1979. - Chiara/Partire perché - VIP Vip10205

## Vanske poveznice
- Diskografija  Arhivirana inačica izvorne stranice od 28. ožujka 2007. (Wayback Machine) (engl.)
- Stranice posvećene Nicoli di Bariju, na portalu Libero.it (tal.)